# Sendai Kannon
Il Sendai Kannon è una statua colossale che rappresenta il bodhisattva buddhista della compassione Avalokiteśvara (noto in Giappone come Kannon, da cui il nome della statua), posta in Giappone nella città di Sendai, capoluogo della prefettura di Miyagi, circa 300 km a nord di Tokyo. 
È stata completata nel 1991 e, con un'altezza di 100 metri, all'inaugurazione era la statua più alta del mondo, superata nel 1995 dall'Ushiku Daibutsu nella città di Ushiku, nella prefettura di Ibaraki.